# 熊野英一
熊野英一（くまの えいいち、1972年 - ）は、日本の実業家。　

## 来歴
フランスのパリに生まれる。
早稲田大学政治経済学部経済学科を卒業後、メルセデス・ベンツ日本法人で人事関係の業務に就く。その後、ケリー経営学部（インディアナ大学ブルーミントン校）に留学して経営学修士 (MBA)を取得した。
留学後は製薬企業を経て保育サービス企業コティに入り、2007年より取締役を務める。アドラー心理学に基づく育児支援をおこなっている。

## 主な著作
- 『アドラー子育て・親育て 育自の教科書―父母が学べば、子どもは伸びる』アルテ、2016年
- 『家族の教科書ー子どもの人格は、家族がつくる―アドラー子育て・親育て』アルテ、2017年
- 『アドラー式子育て　家族を笑顔にしたいパパのための本』小学館、2018年
- 『アドラー式働き方改革　仕事も家庭も充実させたいパパのための本』小学館、2018年